# Микоян, Владимир Анастасович
Влади́мир Анаста́сович Микоя́н (12 июня 1924, Кисловодск, Юго-Восточная область — 18 сентября 1942, Сталинградская область) — советский военнослужащий, участник Великой Отечественной войны, второй сын советского государственного деятеля Анастаса Ивановича Микояна.

## Биография
Родился 12 июня 1924 года. С 1925 года жил в Москве. Учился в средней школе № 32 имени Лепешинского в Ленинском районе. В 1937 году поступил в конно-спортивный клуб Осоавиахима, участвовал наездником в соревнованиях по преодолению препятствий.
К началу Великой Отечественной войны успел закончить 9 классов. 13 августа 1941 года был призван в ряды РККА. В тот же день был зачислен курсантом в Качинскую военную авиашколу. Обучение проходило в городе Красный Кут Саратовской области, куда была перенесена школа в военное время. В это же время там учился его старший брат Степан. Свои первые полёты совершил на учебно-тренировочном самолёте УТ-2 под руководством инструктора Фёдора Семёновича Каюка. 15 февраля 1942 года закончил ускоренный курс обучения на истребителе И-16, после чего убыл в распоряжение заместителя народного комиссара обороны СССР по авиации генерал-полковника Жигарева. Воинское звание лейтенанта получил 19 февраля.
28 февраля 1942 года был зачислен лётчиком в полк особого назначения, чуть позже был переведён в состав инспекции Управления ВВС РККА. Первое время служил под Москвой под патронажем Василия Сталина, осваивал новые виды авиатехники: Як-1 и «Харрикейн». 27 мая приказом № Н-04221 Народного комиссариата обороны СССР ему было присвоено звание старшего лейтенанта. Летом 1942 года офицер составил рапорт на имя начальника инспекции о переводе в 434-й истребительный авиационный полк резерва Главного Командования для участия в боевых действиях. 17 августа 1942 года стал адъютантом эскадрильи. В августе полк проводил на аэродроме «Люберцы» Московской области очередное пополнение личным составом, а также занимался тренировками на новых видах истребителей.
В начале сентября 1942 года на транспортных самолётах пилоты полка были переброшены на аэродром Багай-Барановка в Саратовской области для получения новых самолётов — Як-7Б, после чего полк отправился на Донский фронт. Там Микоян продолжил свои занятия, летая невдалеке от аэродрома и осуществляя таким образом его воздушное прикрытие. 18 сентября 1942 года Владимир Микоян в своём первом серьёзном воздушном боестолкновении в период Сталинградской битвы погиб в районе станции Котлубань. За образцовое выполнение боевых заданий командования 17 октября 1942 года посмертно награждён орденом Красного Знамени.

### Обстоятельства гибели
Старший брат Владимира Анастасовича, Степан, служивший с ним вместе, в своём интервью Артёму Драбкину описывал обстоятельства его гибели следующим образом. По его свидетельству, на тот момент они оба были намного моложе остальных лётчиков полка и боевого опыта у них было гораздо меньше. Недостаток опыта усугублялся хроническими неполадками сырой техники. Незадолго до этого они получили Як-7б, облетали их, отстреляли в воздухе оружие и перелетели 9 сентября 1942 года на аэродром «Совхоз Сталинградский», располагавшийся в 70 километрах к северу от Сталинграда. Поначалу братья проводили тренировочные полёты в районе аэродрома, а 17 сентября стало известно, что на следующий день было должно начаться наступление советских войск в районе станции Котлубань. Задачей лётчиков была организация воздушного прикрытия наступавших войск. В первом боевом вылете 18 сентября Владимир не смог принять участие по причине технической неисправности его самолёта, а Степан, бывший в этом вылете ведомым командира полка майора Клещёва, в ходе воздушного боя столкнулся с отказом обоих пулемётов своего истребителя. За первым вылетом сразу же последовал второй. Самолёты смогли лишь дозаправиться. Оба вылета прошли без потерь, но, впервые побывавший в серьёзном столкновении, Степан был довольно сильно взволнован. Клещёв, оценив обстановку, принял решение не брать в третий вылет старшего Микояна, взять вместо него Владимира, до сих пор остававшегося на земле, но рвавшегося в бой, и передать ему машину Степана. В этом вылете Владимир атаковал вражеский бомбардировщик, однако на выходе из атаки вверх был сбит истребителем Messerschmitt Bf.109. У пытавшегося воспрепятствовать этому другого советского пилота отказало оружие. После очереди «Мессершмитта» самолёт Микояна перевернулся и вошёл в пикирование. В какой-то миг Як-7Б начал из него выходить: по-видимому, старший лейтенант не был убит и предпринял попытку спасти ситуацию, но затем самолёт вновь сорвался в отвесное пике и врезался в землю.

## Память
После окончания Сталинградской битвы место гибели Владимира Микояна найти не удалось. На семейном участке Новодевичьего кладбища в память о нём родственниками был установлен кенотаф. Его имя увековечено в Зале Воинской славы на Мамаевом кургане, а фотография экспонируется в музее-панораме «Сталинградская битва».

## Комментарии
1. ↑  В дальнейшем лейтенант Фёдор Семёнович Каюк (1916 года рождения) с 13 июня 1942 года проходил службу в составе 434-го истребительного авиационного полка, куда немного позднее был переведён его ученик Владимир Микоян. В день гибели Микояна, 18 сентября 1942 года, был также сбит, но смог вернуться в полк и продолжить выполнять боевые задания. Погиб 26 сентября в воздушном бою также в районе станции Котлубань. Награждён орденом Красного Знамени 17 октября 1942 года тем же приказом, что и Микоян[6].